# Lee Daniels
Lee Daniels (Philadelphia, 24 december 1959) is een Amerikaans film- en televisieregisseur, producent en scenarioschrijver.

## Biografie
Lee Daniels werd in 1959 geboren in Philadelphia (Pennsylvania) als Leonardo Daniels, de zoon van William Daniels en Clara Watson. Zijn vader was een politieagent, die in 1975 buiten zijn diensturen werd doodgeschoten in een bar. Daniels omschreef zijn vader als een gewelddadige man die de homoseksualiteit van zijn zoon niet accepteerde. Daniels heeft vijf broers en zussen. Zijn jongere zus, Leah Daniels Butler, is een casting-director die regelmatig met hem samenwerkt.
Daniels studeerde achtereenvolgens aan Radnor High School en Lindenwood University (in St. Charles (Missouri)). Hij maakte zijn universitaire studies niet af en verhuisde omstreeks 1980 naar Hollywood, waar hij zijn voornaam veranderde in Lee. Daar werkte hij aanvankelijk als receptionist in een agentschap voor verpleegkundigen. Nadien richtte hij als prille twintiger zijn eigen agentschap op, dat hij in 1983 verkocht, waardoor hij in de filmindustrie aan de slag kon.
Daniels is homoseksueel. Hij had een jarenlange relatie met casting-director Billy Hopkins, met wie hij zijn neefje en nichtje adopteerde. Daniels heeft zichzelf ook al omschreven als biseksueel en 'seksueel fluïde'.

## Carrière
Daniels begon zijn filmcarrière als casting-director en productieassistent. Zo werkte hij mee aan enkele videoclips en muziekfilms van Prince, waaronder Purple Rain (1984) en Under the Cherry Moon (1986). Nadien ging hij aan de slag als de manager van artiesten uit de filmindustrie. Zo was hij onder meer de manager van Nastassja Kinski, Michael Shannon en Wes Bentley.
Later richtte hij met Lee Daniels Entertainment zijn eigen productiebedrijf op. In 2001 producete hij de dramafilm Monster's Ball. De film leverde Halle Berry de Oscar voor beste actrice op. Berry werd zo de eerste niet-blanke winnares van de prijs.
Enkele jaren later begon Daniels ook films te regisseren. Hij maakte zijn debuut met de misdaadfilm Shadowboxer (2005). Nadien regisseerde hij ook de boekverfilming Precious (2009). De film won twee Oscars. Daniels zelf werd de eerste Afrikaans-Amerikaanse filmmaker die genomineerd werd voor zowel beste regie als beste film.
In de jaren 2010 richtte Daniels zich op het kleine scherm. Hij bedacht, producete en regisseerde met Empire (2015–2020) en Star (2016–2019) twee muzikale dramaseries voor Fox.

## Filmografie

### Film
| Jaar | Titel          | Regisseur | Scenarist | Producent |
| ---- | -------------- | --------- | --------- | --------- |
| 2001 | Monster's Ball |           |           |           |
| 2004 | The Woodsman   |           |           |           |
| 2005 | Shadowboxer    |           |           |           |
| 2008 | Tennessee      |           |           |           |
| 2009 | Precious       |           |           |           |
| 2012 | The Paperboy   |           |           |           |
| 2013 | The Butler     |           |           |           |
| 2018 | Pimp           |           |           |           |

### Televisie
| Jaar      | Titel           | Regisseur | Scenarist | Producent |
| --------- | --------------- | --------- | --------- | --------- |
| 2015–2020 | Empire          |           |           |           |
| 2016–2019 | Star            |           |           |           |
| 2018      | Culture Clash   |           |           |           |
| 2020      | The Good People |           |           |           |

## Prijzen en nominaties
| Film            | Prijs          | Categorie   | Uitslag     |
| --------------- | -------------- | ----------- | ----------- |
| Precious (2009) | Academy Awards | Beste film  | Genomineerd |
| Precious (2009) | Academy Awards | Beste regie | Genomineerd |
| Precious (2009) | BAFTA Awards   | Beste film  | Genomineerd |